# Eparchia dyneburska
Eparchia dyneburska – jedna z dwóch eparchii Łotewskiego Kościoła Prawosławnego, z siedzibą w Dyneburgu.
Utworzona 12 marca 2013 postanowieniem Świętego Synodu Rosyjskiego Kościoła Prawosławnego. Terytorialnie obejmuje południowo-wschodnią część Łotwy – miasta Dyneburg, Jēkabpils i Rzeżycę oraz 10 rejonów: balwski, dyneburski, gulbeński, jēkabpilski, krasławski, liwański, lucyński, madoński, preiļijski i rzeżycki. 

## Biskup
Pierwszym ordynariuszem eparchii został biskup dyneburski i rzeżycki Aleksander (Matrionin).

## Dekanaty
W skład eparchii wchodzą trzy dekanaty:
- dyneburski;
- madoński; (zob. zabytkową cerkiew Opieki Matki Bożej w Veclaicene)
- rzeżycki.

## Monaster
Na terenie eparchii działa męski monaster Zesłania Ducha Świętego na Apostołów w Jēkabpilsie.